# 4 Intimate Nights with Beyoncé
4 Intimate Nights with Beyoncé è il secondo residency show della cantante Beyoncé, che si svolse al Roseland Ballroom di New York a supporto dell'album 4 (2011).
Iniziò il 14 agosto 2011 e si concluse, esattamente come il precedente show, il 19 agosto con solo 4 concerti.

## Storia
Il 5 agosto 2011 venne annunciato che Beyoncé avrebbe tenuto 4 concerti nel corso del mese a New York, nel Roseland Ballroom. Quando vennero aperte le vendite generali per i biglietti, ossia il 10 agosto 2011, la prima serata registrò sold-out in appena 22 secondi.
Il marito della cantante, il rapper Jay-Z, parlò del residency in un'intervista, paragonando Beyoncé a Michael Jackson: "So che è una bestemmia confrontare i due, perché Mike era un tale innovatore, ma io penso che sia come una seconda venuta. Sai, il duro lavoro e l'impegno che lei mette nei suoi spettacoli ti fa solo desiderare di lavorare di più sul tuo mestiere, è come una macchina".
Il 21 novembre del 2011 uscì un primo DVD del concerto, chiamato Live at Roseland. Successivamente venne pubblicato nuovamente in una versione da due DVD più un libro fotografico, chiamata Live at Roseland: Elements of 4, che divenne il secondo DVD più venduto del 2011. Inoltre, vennero pubblicati vari filmati fatti dietro le quinte.

## Scaletta
1. I Wanna Be Where You Are

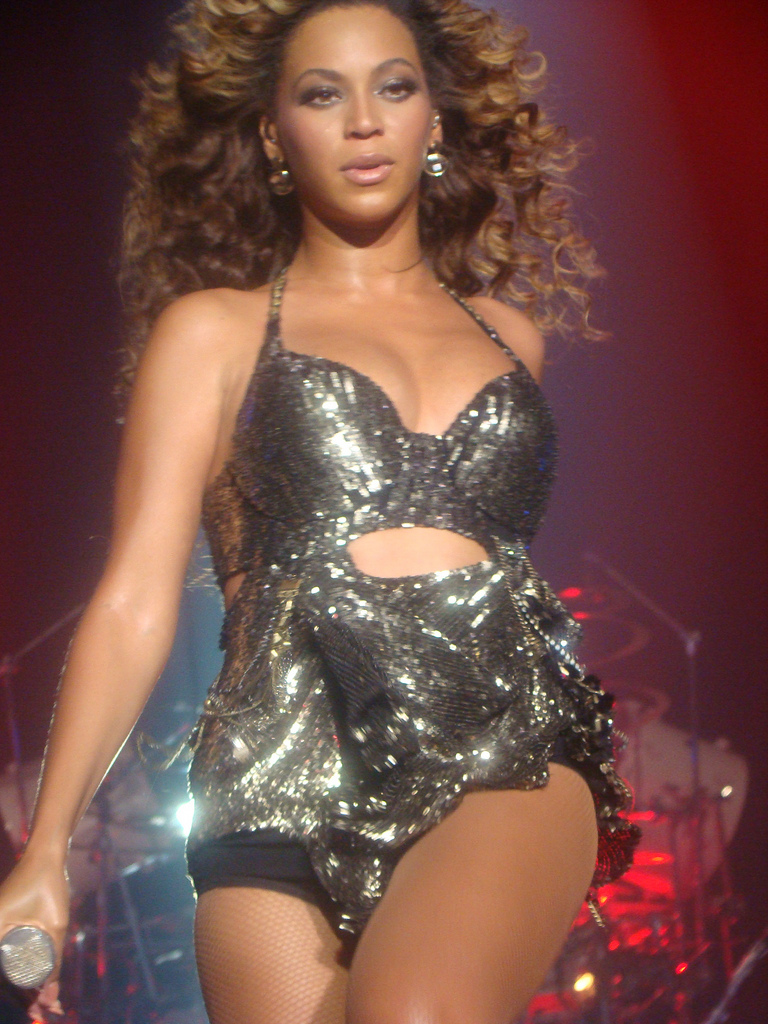
Beyoncé in concerto

2. Destiny's Child Medley: No, No, No / No, No, No Part 2 / Bug a Boo / Bills, Bills, Bills / Say My Name / Jumpin', Jumpin' / Independent Women / Bootylicious / Survivor
3. '03 Bonnie & Clyde
4. Crazy in Love
5. Dreamgirls
6. Irreplaceable
7. Single Ladies (Put a Ring on It)
8. 1+1
9. I Care
10. I Miss You
11. Best Thing I Never Had
12. Party
13. Rather Die Young
14. Love on Top
15. Countdown
16. End of Time
17. Run the World (Girls)
18. I Was Here

## Date
| Date           | Audience    |
| -------------- | ----------- |
| 14 agosto 2011 | 3200 / 3200 |
| 16 agosto 2011 | 3200 / 3200 |
| 18 agosto 2011 | 3200 / 3200 |
| 19 agosto 2011 | 3200 / 3200 |